# Hydrellia nemoralis
Hydrellia nemoralis är en tvåvingeart som beskrevs av Dahl 1968. Hydrellia nemoralis ingår i släktet Hydrellia och familjen vattenflugor. Inga underarter finns listade i Catalogue of Life.